# 你好，火焰蓝
《你好，火焰蓝》（英語：The Flaming Heart），是一部2021年播出的中国大陆救援情感剧，由优酷、耐飞与均力充沛联合出品。该剧由导演张力川执导，龚俊、张慧雯领衔主演，庞瀚辰、周麟嘉、罗奕、陆宇鹏、王翌舟、张植绿共同主演，周彦辰、王梓薇特别出演。
本剧于2020年11月8日在南京开机 ，次年2月5日杀青。同年7月8日于优酷首播。台灣由LiTV 線上影視、MyVideo、LINE TV每週一二三22點同步播出。

## 剧情简介
一次突发车祸，让青年消防员霍言（龚俊饰）和急诊科医生晏蓝（张慧雯饰）相遇。他们本着“救人”这一共同的使命并肩作战。两人的相识以误会开始“老干部”霍言觉得“小太阳”晏蓝是自己生命中唯一的不确定因素，二人关系起起伏伏。一次地震事件的跨省增援中，霍言与晏蓝在目睹极端状况所激发出的种种生离死别后，二人的感情得到升华。有着医学理想的晏蓝为救死扶伤倾其所有，而霍言和其他所有曾经受过帮助的人都以各自的方式在背后默默支持着晏蓝。

## 播出時間
| 頻道/影音     | 所在地   | 播出日期       | 播出时间 | 播出時間                                                                                                  |
| 優酷視頻      | 中国大陆 | 2021年7月8日   | 20:00    | 会员首周更新7集，第二周起每周一、二分别更新2集，周3更新1集 非会员首周更新3集，第二周起每周一至周四更新1集 |
| LINE TV       | 臺灣     | 2021年7月13日  | 22:00    | 每週一至週三                                                                                              |
| LiTV 線上影視 | 臺灣     |                | 22:00    | 每週一至週三                                                                                              |
| MyVideo       | 臺灣     | 2021年7月21日  | 22:00    | 每週一至週三                                                                                              |
| 佳乐台        | 新加坡   | 2021年10月12日 | 22:00    | |

## 演员列表
| 演員   | 角色   | 介紹 |
| 龚俊   | 霍言   | 27岁，身高185cm。东南特勤消防站副站长，消防救援授衔：四级指挥员。经玉溪高冷男神，不喜欢与人交流的天赋型少年。火场里冷静应对所有挑战，是个年轻有为的指挥员。但对时间绝对掌控的背后，是对未知风险的恐惧，而晏蓝的出现让他不得不直面这种“不确定感”。                 |
| 张慧雯 | 晏蓝   | 26岁，身高168cm。开朗热情却倔强的东南医院急诊科实习医师。古灵精怪的“小太阳”。对一切事物充满热情与希望，由于家庭教育原因，使晏蓝的心思变得异常敏感细腻，过于在意他人看法，更害怕别人失望，也因此同理心很强，容易感知到他人心底的需求和期盼。                       |
| 庞瀚辰 | 罗杰   | 27岁，身高185cm。东南特勤消防站副站长。消防救援授衔：四级指挥员。非典型“富二代”，阳光少年，喜爱冒险。外表玩世不恭，内心极度专一，从高中时就持续的追求晏蓝，也因晏蓝的“军人情结”毅然决然的加入消防队。在队里，罗杰收获了真挚的兄弟情和生命中就位的成就感和满足感。 |
| 周彦辰 | 王大印 | 22岁，身高180cm。心底藏着超级英雄梦的大男孩。消防救援授衔：四级消防士。看似胆怯，遇见危险就往后缩，实则充满责任心，行为背后隐藏着特别的原因。这种微妙的平衡却被初来乍到的江桐打破。二人斗智斗勇的过程中，王大印找回了就位的血性和勇气。                           |
| 王梓薇 | 江桐   | 刚本科毕业来到消防站的新训练员。她是消防队里唯一的一个女生，但是能力一点都不比男生差，并且还会很多高科技工具，想要通过这些来提高救火救人的效率。和王大印是一对欢喜冤家，两人从一开始的互相作对，到后来渐渐互相喜欢上了对方。                                      |
| 周麟嘉 | 刘璇   | 东南医院急诊科医生，和晏蓝是同事。她喜欢罗杰，但也知道罗杰喜欢晏蓝。不过她没有放弃罗杰，所以主动出击接近罗杰。看似有心机，实则喜欢打直球，敢爱敢恨。在主动追求罗杰的行动中没有搞事情，反而一直在帮喜欢的人。                                                      |
| 罗奕   | 白晓琳 | |
| 陆宇鹏 | 马千里 | |
| 王翌舟 | 李延亮 | |
| 张植绿 | 纪元   | |

## 電視劇歌曲
| 曲序 | 曲目                   | 演唱                                  |
| ---- | ---------------------- | ------------------------------------- |
| 1.   | 滚燙勛章（片頭曲）     | 龚俊、庞瀚辰、周彦辰、陆宇鵬 ，王翌舟 |
| 2.   | 穿過（片尾曲）         | A-Lin                                 |
| 3.   | 你來到我的世界（插曲） | 劉惜君                                |
| 4.   | 有關你（插曲）         | 阿雲嘎                                |
| 5.   | 施舍（插曲）           | 楊宗緯                                |
| 6.   | Care about You（插曲） | 段奧娟                                |
| 7.   | 對味（插曲）           | By2                                   |
| 8.   | 親愛的月亮（插曲）     | 陳楚生                                |
| 9.   | Sweet（插曲）          | 龔俊                                  |
| 10.  | 入戲（插曲）           | 王嘉誠                                |
| 11.  | 忠勇勤實之歌（插曲）   | 國際首席愛樂樂合唱團                  |
| 12.  | 小小火焰藍（插曲）     | 南小萱合唱團                          |